# Gymnothorax randalli
Gymnothorax randalli är en fiskart som beskrevs av Smith och Böhlke, 1997. Gymnothorax randalli ingår i släktet Gymnothorax och familjen Muraenidae. Inga underarter finns listade i Catalogue of Life.